# Хамза Хумо
Хамза Хумо (Мостар,  30. децембар 1895 — Сарајево, 19. јануар 1970) био је српски, југословенски и босанскохерцеговачки писац, новинар и историчар уметности.

## Биографија
Гимназију је завршио у Мостару. С почетка Првог светског рата био је ухапшен и интерниран у Мађарску. Године 1915. мобилисан као тумач и писар у болници у Ђеру.
По завршетку рата студирао је историју уметности (1918—23) у Загребу, Бечу и Београду. Од 1922. године био је професионални новинар београдских листова „Новости“, „Реч“ и „Политике“ и активни члан Групе сарајевских књижевника.
Након капитулације Југославује 1941. одлази у село Цим код Мостара где остаје све време окупације. После рата живи у Сарајеву, уређује лист Ново вријеме, а затим ради као уредник Радио Сарајева и директор Умјетничке галерије.
По роману Адем Чабрић снимљена је ТВ серија „Коже“.
Био је стриц Авда Хума, високог државног и партијског функционера у СФР Југославији.

## Дела
- Нутарњи живот, песме, 1919.
- Страсти, приповетке, 1923.
- Град рима и ритмова, песме, 1924.
- Са плоча источних, песме, 1925.
- Грозданин кикот, 1927
- Под жрвњем времена, приповетке, 1928.
- Случај Раба сликара, новеле, 1930.
- Приповијетке, 1932.
- Љубав на периферији, приповетке, 1936.
- Зграда на рушевинама, роман, 1939.[3]
- За Тита, 1946.
- Пјесме, 1946.
- Хасан опанчар, приповетке, 1947.
- Адем Чабрић, роман, 1947; 1951.
- Поема о Мостару, 1949.
- Три свијета, драма, 1951.
- Перишићева љубав, приповетке, 1952.
- Изабране пјесме, 1954; 1968.
- Хаџијин мач, приповетке, 1955; 1964; 1967.
- Сабрана дела I—VI, Сарајево 1976.